# Calycopsis simulans
Calycopsis simulans is een hydroïdpoliep uit de familie Bythotiaridae. De poliep komt uit het geslacht Calycopsis. Calycopsis simulans werd in 1909 voor het eerst wetenschappelijk beschreven door Bigelow. 